# Askidiosperma delicatulum
Askidiosperma delicatulum är en gräsväxtart som beskrevs av Hans Peter Linder. Askidiosperma delicatulum ingår i släktet Askidiosperma och familjen Restionaceae. Inga underarter finns listade i Catalogue of Life.